# Club Deportivo Manacor
El Club Deportivo Manacor (en catalán Club Esportiu Manacor) es un club de fútbol español de la ciudad de Manacor, en la isla de Mallorca (Baleares). Actualmente juega en el Grupo XI de la Tercera Federación de España.

## Historia
El 23 de junio de 1923 fue inscrito el FC Manacor como equipo de fútbol y un año después se incorporaba a la Federación Catalana de Fútbol. Durante la década de los años veinte tuvo actuaciones muy destacadas en el campeonato insular. 
A lo largo de los años cuarenta el CD Manacor se convirtió en uno de los mejores conjuntos de las Islas. Ganó el campeonato regional de Baleares de la temporada 1944-45 contra el CD Alayor; el de 1945-46 contra el CD Ciudadela (actualmente desaparecido); y el de 1948-49 contra el CD Menorca. 
En la temporada 1949-50 debutó en la Tercera División y estuvo veintiuna temporadas consecutivas en esta categoría. El éxito de esta época fue compartido con el Atlético Baleares en los diversos campeonatos de liga. En la temporada 1957-58 ganó la Copa Uruguay, dada por el cónsul de este país a la Federación Balear de Fútbol. 
Los setenta fueron años de crisis deportiva para el club. Descendió a categorías regionales y tuvo únicamente dos participaciones en Tercera División (1973-74 y 1978-79) con tan mala fortuna que el equipo no pudo evitar los descensos consiguientes.
Los años ochenta fueron una época mejor para el club. Recuperó la Tercera División y logró su primer ascenso a Segunda B, permaneciendo dos temporadas (1984-85 y 1985-86). En los años noventa el club militó dos temporadas más en Segunda B (1990-91 y 1993-94) aunque en ninguna de las dos ocasiones logró evitar el descenso.
En la temporada 2008-09 el club descendió a categorías regionales después de casi 30 años de no hacerlo; pero después de dos ascensos consecutivos se plantó nuevamente en Segunda B por quinta vez en la temporada 2010-11, aunque tampoco pudo evitar el descenso. Actualmente milita en Tercera División.

### Clasificaciones en Liga
| - 1939-40: 2.ª Regional (2.º) - 1940-41: 2.ª Regional (1.º) - 1941-42: 1.ª Regional (2.º) - 1942-43: 1.ª Regional (6.º) - 1943-44: 1.ª Regional (3.º) - 1944-45: 1.ª Regional (1.º) - 1945-46: 1ª Regional (1º) - 1946-47: 1ª Regional (4º) - 1947-48: 1ª Regional (3º) - 1948-49: 1ª Regional (1º) - 1949-50: 3.ª División (3.º) - 1950-51: 3.ª División (4.º) - 1951-52: 3.ª División (10.º) - 1952-53: 3.ª División (6.º) - 1953-54: 3.ª División (8.º) - 1954-55: 3.ª División (3.º) - 1955-56: 3.ª División (4.º) - 1956-57: 3ª División (4º) - 1957-58: 3ª División (4º) - 1958-59: 3ª División (4º) - 1959-60: 3ª División (1º) - 1960-61: 3ª División (7º) - 1961-62: 3ª División (3º) - 1962-63: 3ª División (5º) - 1963-64: 3ª División (4º) - 1964-65: 3ª División (7º) | - 1965-66: 3.ª División (7.º) - 1966-67: 3.ª División (7.º) - 1967-68: 3.ª División (7.º) - 1968-69: 3.ª División (13.º) - 1969-70: 3.ª División (19.º) - 1970-71: 1.ª Regional (2.º) - 1971-72: 1.ª Regional (2.º) - 1972-73: Reg. Preferente (2.º) - 1973-74: 3.ª División (20.º) - 1974-75: Reg. Preferente (3.º) - 1975-76: Reg. Preferente (11.º) - 1976-77: Reg. Preferente (10.º) - 1977-78: Reg. Preferente (4.º) - 1978-79: 3.ª División (20.º) - 1979-80: Reg. Preferente (1.º) - 1980-81: 3.ª División (6.º) - 1981-82: 3.ª División (3.º) - 1982-83: 3.ª División (2.º) - 1983-84: 3.ª División (2.º) - 1984-85: 2ª División B (17º) - 1985-86: 2ª División B (16º) - 1986-87: 3.ª División (8.º) - 1987-88: 3.ª División (3.º) - 1988-89: 3.ª División (4.º) - 1989-90: 3.ª División (1.º) - 1990-91: 2ª División B (19º) | - 1991-92: 3.ª División (2.º) - 1992-93: 3.ª División (1.º) - 1993-94: 2ª División B (20º) - 1994-95: 3.ª División (6.º) - 1995-96: 3.ª División (6.º) - 1996-97: 3.ª División (4.º) - 1997-98: 3.ª División (9.º) - 1998-99: 3ª División (5º) - 1999-00: 3ª División (3º) - 2000-01: 3ª División (4º) - 2001-02: 3ª División (7º) - 2002-03: 3ª División (3º) - 2003-04: 3ª División (12º) - 2004-05: 3.ª División (2.º) - 2005-06: 3.ª División (10.º) - 2006-07: 3.ª División (9.º) - 2007-08: 3.ª División (10.º) - 2008-09: 3.ª División (18.º) - 2009-10: Reg. Preferente (1.º) - 2010-11: 3.ª División (1.º) - 2011-12: 2ª División B (19º) - 2012-13: 3.ª División (6.º) - 2013-14: 3.ª División (10.º) - 2014-15: 3.ª División (19.º) - 2015-16: Preferent (10.º) - 2016-17: Preferent (1º) | - 2017-18: 3.ª División (12.º) - 2018-19: 3.ª División (17.º) - 2019-20: 3.ª División (15.º) - 2020-21: 3.ª División (4.º) - 2021-22: 3.ª División (2.º) - 2022-23: 3.ª División (2.º) - 2023-24: 3.ª División (5.º) |

 - Ascenso 

 - Descenso

## Uniforme
- Uniforme titular: Camiseta rojiblanca a franjas verticales, pantalón azul y medias rojas.
- Uniforme alternativo: Camiseta negro, pantalón negro y medias negras.

## Estadio
El terreno de juego del CD Manacor es el estadio de Na Capellera. Dispone de capacidad para unos 2200 espectadores y tiene unas medidas de 100x64 metros. Es propiedad del ayuntamiento de Manacor.

## Datos del club
- Temporadas en Segunda División B (5): 1984-85, 1985-86, 1990-91, 1993-94, 2011-12
- Temporadas en Tercera División (50): 1949-50 a 1969-70, 1973-74, 1978-79, 1980-81 a 1983-84, 1986-87 a 1989-90, 1991-92, 1992-93, 1994-95 a 2008-09, 2010-11 y 2012-13
- Temporadas en Categorías regionales (19): 1939-40 a 1948-49, 1970-71 a 1972-73, 1974-75 a 1977-78, 1979-80 y 2009-10

## Jugadores y cuerpo técnico

### Plantilla y cuerpo técnico 2013-14
- La plantilla y el cuerpo técnico del primer equipo para la temporada 2013-14[1] son los siguientes:

## Palmarés

### Torneos nacionales
- Tercera División (4): 1959-60, 1989-90, 1992-93, 2010-11
- Subcampeón Tercera División (4): 1982-83, 1983-84, 1991-92, 2004-05

### Torneos regionales
- Copa R.F.E.F (Fase Autonómica) (1):  2003-04
- Campeonato de Baleares (3): 1944-45, 1945-46, 1948-49
- Campeón en Categorías regionales (6): 1940-41, 1944-45, 1945-46, 1948-49, 1979-80, 2009-10
- Subcampeón en Categorías regionales (5): 1939-40, 1941-42, 1970-71, 1971-72, 1972-73
- Copa Uruguay (1): 1958

### Torneos amistosos
- Trofeo de la Agricultura: (1) 1991